# (974) Лиоба
(974) Лиоба (лат. Lioba) — астероид главного пояса. Был открыт 18 марта 1922 года немецким астрономом Карлом Райнмутом в Гейдельбергской обсерватории, Гейдельберг, Германия. Астероид назван в честь святой монахини-миссионера Лиобы.

## Орбитальные характеристики
Орбита имеет большую полуось 2,5346 а. е., эксцентриситет 0,1109 и наклон относительно эклиптики 5°.

## Физические характеристики
На основании кривых блеска, полученных в 1984 году в обсерваториях Мак-Доналд и Серро-Тололо, определён период вращения астероида, равный 38,7 ч., и изменение блеска, равное 0,37 звёздной величины.